# Fraat II.
Fraat II. Partski (perzijsko فرهاد دوم‎), veliki kralj Partskega cesarstva, ki je vladal od 138-128 (ali 127) pr. n. št., * okoli 147 pr. n. št., † 127 pr. n. št.
Fraat je bil sin kralja Mitridata I. Partskega in osvajalec Babilonije. Leta 130 pr. n. št. ga je napadel selevkidski vladar Antioh VII. Sidet (vladal 138-129 pr. n. št.). Antioh je bil po velikih začetnih uspehih v bitki v Mediji leta 129 pr. n. št. poražen in ubit. Z njegovo smrtjo se je končala selevkidska oblast vzhodno od Evfrata.
Partijo so medtem napadli nomadski Saki in Točarji in Fraatova vojska, v kateri so bili tudi ujeti selevkidski vojaki, se je obrnila proti njim. Selevkidski vojaki so na koncu odklonili vojskovanje na partski strani, zato so jih v veliki bitki v Mediji porazili in pobili. 